# Eril Homburg
Eril Maxine Homburg, coniugata Drennan (Adelaide, 16 ottobre 1936 – Adelaide, 16 dicembre 2017), è stata una cestista australiana.

## Carriera
Con l'Australia ha disputato i Campionati del mondo del 1957, segnando 24 punti in 6 partite.